# Андрєєвське (Таруський район)
Андрєєвське (рос. Андреевское) — присілок в Таруському районі Калузької області Російської Федерації.
Населення становить 1 особу. Входить до складу муніципального утворення Село Некрасово.

## Історія
Від 2004 року входить до складу муніципального утворення Село Некрасово

## Населення
| 2002 | 2010 |
| ---- | ---- |
| 2    | ↘1   |